# Пороська археологічна експедиція
Пороська археологічна експедиція (ПорАЕ) — археологічна експедиція Інституту археології НАН України, яка здійснює дослідження пам'яток археології на території Поросся, та Середнього Подніпров'я. Організована 9 серпня 1945 року спільно Інститутом Археології АН УРСР, Інститут історії матеріальної культури АН СРСР та Центральним Історичним музеєм в Києві, під керівництвом Тетяни Сергіївни Пассек. Експедицією досліджено 255 різночасових пам'яток археології на території Середнього Подніпров'я.

## Історія
9 серпня 1945 року для обстеження тодішнього Канівського району Черкаської області створено експедицію. Головною метою робіт, було «проведення археологічної розвідки… з тим щоб вивчити якомога ширшу територію». До складу експедиції, зокрема, увійшли співробітники Державного республіканського історичного музею у Києві: Надія Лінка, С. Р. Піваковська, Г. М. Василенко. Особливу увагу зосереджено на пошуку пам'яток трипільської культури, доби бронзи, та слов'яно-руського періоду. В результаті обстежено правий берег Дніпра від Зарубинців до Канева і далі по лівому березі Росі до Межиріччя. Загалом за 35 днів роботи обстежено 59 пам'яток археології.
1949 року експедиція продовжила роботу з дослідження пам'яток 1-го тисячоліття на Нижній Росі під керівництвом Василя Довженока. В цьому сезоні було обстежено територію від села Межиріч до міста Корсунь-Шевченківський. Виявлено 12 пам'яток археології. Розпочато систематичне дослідження комплексу пам'яток в селі Сахнівка.
В 1973 році під керівництвом Галини Ковпаненко Медвинським загоном експедиції досліджено курганний могильник ранньоскіфського часу біля села Медвин. У роботі загону брав активну участь засновник Музею Історії Богуславщини Борис Левченко.
1976 року експедиція під керівництвом Олега Приходнюка отримала назву «Пороська слов'яно-руська експедиція». Обухівський загін КДПІ ім. О. М. Горького під керівництвом Надії Кравченко здійснював дослідження пам'яток 1-го тисячоліття на річці Стугна, зокрема розкопки в районі Обухова. В роботі загону взяв участь студент старших курсів О. В. Сєров. Основний загін під керівництвом Олега Приходнюка та С. О. Білєєвої проводив розвідувальні розкопки на поселеннях VI–VII ст. н. е. та післямонгольських поселеннях на Подніпров'ї.
1993 року експедицію очолював О. В. Стародуб. Розвідки експедиції були зосереджені на території Верхнього Поросся. У результаті на території Сквирського, Тетіївського, Козятинського та Хмільницькому районах зафіксовано 100 пам'яток археології.
У 2011, 2012, 2014, 2015 роках відновлена Пороська експедиція Інституту Археології НАН України здійснює розвідки на території Поросся. Роботи здійснюються в рамках планової теми Відділу давньоруської та середньовічної археології ІА НАН України. Основну увагу зосереджено на моніторинговому обстежені та пошуку нових пам'яток середньовічного часу. Загалом за чотири сезони обстежено 128 різночасових пам'яток археології.

## Учасники експедиції
- Т. С. Пассек
- В. Й. Довженок
- О. М. Приходнюк
- Н. М. Кравченко
- Г. Т. Ковпаненко
- С. О. Біляєва
- О. В. Стародуб
- Н. В. Лінка
- Г. М. Василенко (Шовкопляс)
- С. Р. Піваковська (Кілієвич)
- О. В. Сєров
- Б. М. Левченко
- Р. І. Виєзжев